# Michael Graziadei
Michael A. Graziadei (* 22. September 1979 in Deutschland) ist ein US-amerikanischer Schauspieler, der durch seine Rolle als „Daniel Romalotti“ durch die CBS-Fernsehserie Schatten der Leidenschaft einem breiten Publikum bekannt wurde.

## Leben
Michael Graziadei wurde 1979 in Deutschland geboren. Er gab sein Debüt im Alter von fünf Jahren bei dem Musical The King and I. Er besuchte die Nashua High School in Nashua, New Hampshire. Bevor er entdeckt wurde und zum Fernsehen kam, arbeitet Graziadei als Barkeeper im Saddle Ranch am Sunset Boulevard.
Seine erste Rolle erhielt er 2004 in der Serie Schatten der Leidenschaft als Daniel Romalotti und ist nur vierzehn Jahre jünger als seine Serien-Mutter Michelle Stafford. Diese Rolle verkörperte er bis zum Jahr 2016 in 917 Episoden. Im gleichen Jahr spielte er in den Fernsehserien Keine Gnade für Dad und Navy CIS je eine Rolle für eine Folge. Im Jahr 2007 spielte er Darren in dem Horrorfilm Boogeyman 2 – Wenn die Nacht Dein Feind wird. In 90210, der Spin-off Serie von Beverly Hills, 90210, spielte Graziadei die Rolle Eric in drei Folgen. In dem Action-Thriller Into the Blue 2 – Das goldene Riff von Stephen Herek, verkörperte er den Taucher Mace und stand dabei neben Chris Carmack, Laura Vandervoort und Audrina Patridge vor der Kamera. Bis zum Jahr 2011 folgten Auftritte in den Serien CSI: Den Tätern auf der Spur, CSI: NY, Miami Medical, Ghost Whisperer – Stimmen aus dem Jenseits und Dr. Dani Santino – Spiel des Lebens, für je eine Folge. In 2011 spielte Graziadei für fünf Folgen die Rolle des Travis Wanderly in der Horrorserie American Horror Story und mimte in vier Folgen den Charakter Callum in der Mysteryserie The Secret Circle. Im Anschluss daran hatte er kleinere Rollen in Fernsehserien wie Marvel’s Agents of S.H.I.E.L.D., Grimm, Navy CIS: New Orleans, Hawaii Five-0, MacGyver und Chicago P.D..

## Filmografie (Auswahl)
- 2004: Keine Gnade für Dad (Grounded for Life, Fernsehserie, Episode 4x14 Communication Breakdown)
- 2004: Navy CIS (NCIS, Fernsehserie, Episode 1x21 Split Decision)
- 2004–2016: Schatten der Leidenschaft (The Young an the Restless, Fernsehserie, 917 Episoden)
- 2007: Boogeyman 2 – Wenn die Nacht Dein Feind wird (Boogeyman 2)
- 2008: Criminal Minds (Fernsehserie, Episode 3x17 In Heat)
- 2008: 90210 (Fernsehserie, 3 Episoden)
- 2009: Castle (Fernsehserie, Episode 1x02 Nanny McDead)
- 2009: Into the Blue 2 – Das goldene Riff (Into the Blue 2: The Reef)
- 2010: CSI: Den Tätern auf der Spur (CSI: Crime Scene Investigation, Fernsehserie, Episode 11x03 Blood Moon)
- 2010: CSI: NY (Fernsehserie, Episode 6x14 Sanguine Love)
- 2010: Miami Medical (Fernsehserie, Episode 1x05 Golden Hour)
- 2010: Ghost Whisperer – Stimmen aus dem Jenseits (Ghost Whisperer, Fernsehserie, Episode 5x21 Dead Ringer)
- 2011: Dr. Dani Santino – Spiel des Lebens (Necessary Roughness, Fernsehserie, Episode 1x06 Dream On)
- 2011: American Horror Story (Fernsehserie, 5 Episoden)
- 2011: The Secret Circle (Fernsehserie, 4 Episoden)
- 2013: The Blackout
- 2013: Longmire (Fernsehserie, Episode 2x07 Sound and Fury)
- 2013: Marvel’s Agents of S.H.I.E.L.D. (Fernsehserie, Episode 1x08 Götterdämmerung)
- 2014: The Lottery (Fernsehserie, 10 Episoden)
- 2014: Grimm (Fernsehserie, Episode 3x20 Kleider machen Leute)
- 2015: Kingdom (Fernsehserie, 3 Episoden)
- 2015: Navy CIS: New Orleans (Fernsehserie, Episode 1x21 Filmriss)
- 2015: Hawaii Five-0 (Fernsehserie, Episode 6x06 Monster)
- 2017: MacGyver (Fernsehserie, Episode 1x15 Zodiac-Mörder)
- 2017: Chicago P.D. (Fernsehserie, Episode 5x07 Care Under Fire)
- 2019: Magnum P.I. (Fernsehserie, Episode 1x03 The Woman Who Never Died)
- 2019: True Detective (Fernsehserie, 3 Episoden)
- 2019: 9-1-1: Notruf L.A. (9-1-1, Fernsehserie, Episode 2x11 New Beginnings)